# Élections sénatoriales de 1995 dans l'Yonne
Les élections sénatoriales dans l'Yonne ont lieu le dimanche 24 septembre 1995. Elles ont pour but d'élire les sénateurs représentant le département au Sénat pour un mandat de neuf ans. L'Union pour la démocratie française (UDF) remporte les deux mandats en jeu.

## Contexte départemental
Lors des élections sénatoriales de 1986 dans l'Yonne, deux sénateurs UDF et RPR sont élus : Henri de Raincourt et Jean Chamant.
Depuis, tous les effectifs du collège électoral des grands électeurs sont renouvelés, avec les élections législatives de 1993, les élections régionales de 1992, les élections cantonales de 1992 et les élections municipales de 1995.
Les élections sénatoriales de 1995 interviennent cinq mois seulement après l'élection présidentielle qui voit la droite se diviser entre la candidature de Jacques Chirac et celle d'Édouard Balladur. Dans l'Yonne, département donnant l'avantage à la droite, cette division se fait également ressentir. Le sénateur sortant Jean Chamant siège au sein du groupe RPR mais choisit néanmoins de soutenir Balladur face à Chirac, finalement victorieux.
De plus, Chamant est âgé de 82 ans au moment de l'élection. Or, le RPR décide de ne pas investir les candidats qui dépassent les 80 ans. Chamant est donc doublement en difficulté, malgré sa longue carrière politique et sa campagne active.
Autre sortant, Henri de Raincourt est également président du conseil général de l'Yonne depuis 1992. Il se représente sous les couleurs de l'UDF. L'ancien député et conseiller général Serge Franchis constitue la deuxième candidature UDF de cette élection.
La gauche est représentée par deux candidats socialistes, Pierre Chambon et Paul Girard, mais également par deux candidates communistes : Hélène Brun et Brigitte Meunier. Les autres candidatures sont celles d'élus locaux étiquetés divers droite (Michel Delprat, Gérard Bourgoin, Guy Bourras) et FN (Pierre Peres).

## Sénateurs sortants
| Sénateur | Sénateur           | Parti | Fonctions lors de l'élection en 1986                                  |
| -------- | ------------------ | ----- | --------------------------------------------------------------------- |
|          | Jean Chamant       | RPR   | Sénateur sortant, président du conseil général de l'Yonne             |
|          | Henri de Raincourt | UDF   | Vice-président du conseil général de l'Yonne, maire de Saint-Valérien |

## Présentation des candidats et des suppléants
Les nouveaux représentants sont élus pour une législature de 9 ans au suffrage universel indirect par les 1057 grands électeurs du département. Dans l'Yonne, les sénateurs sont élus au scrutin majoritaire à deux tours. Leur nombre reste inchangé, 2 sénateurs sont à élire. Ils sont 11 candidats dans le département, chacun avec un suppléant.
| T/S | Candidats | Candidats          | Parti | Principale fonction                                                     |
| --- | --------- | ------------------ | ----- | ----------------------------------------------------------------------- |
| T   |           | Pierre Chambon     | PS    | Conseiller général                                                      |
| S   |           |                    |       |                                                                         |
| T   |           | Paul Girard        | PS    |                                                                         |
| S   |           |                    |       |                                                                         |
| T   |           | Jean Chamant       | RPR   | Sénateur sortant                                                        |
| S   |           |                    |       |                                                                         |
| T   |           | Henri de Raincourt | UDF   | Sénateur sortant, président du conseil général, maire de Saint-Valérien |
| S   |           |                    |       |                                                                         |
| T   |           | Serge Franchis     | UDF   | Conseiller général, adjoint au maire d'Auxerre                          |
| S   |           |                    |       |                                                                         |
| T   |           | Gérard Bourgoin    | DVD   | Conseiller général, maire de Chailley                                   |
| S   |           |                    |       |                                                                         |
| T   |           | Michel Delprat     | DVD   | Conseiller général, maire de Tanlay                                     |
| S   |           |                    |       |                                                                         |
| T   |           | Guy Bourras        | DVD   | Conseiller général, maire de Saint-Julien-du-Sault                      |
| S   |           |                    |       |                                                                         |
| T   |           | Brigitte Meunier   | PCF   |                                                                         |
| S   |           |                    |       |                                                                         |
| T   |           | Hélène Brun        | PCF   |                                                                         |
| S   |           |                    |       |                                                                         |
| T   |           | Pierre Peres       | FN    | Conseiller régional                                                     |
| S   |           |                    |       |                                                                         |

## Résultats
| Candidat et parti politique | Candidat et parti politique | Candidat et parti politique | Premier tour | Premier tour | Second tour | Second tour |
| Candidat et parti politique | Candidat et parti politique | Candidat et parti politique | Voix         | %            | Voix        | %           |
| --------------------------- | --------------------------- | --------------------------- | ------------ | ------------ | ----------- | ----------- |
|                             | Henri de Raincourt          | UDF                         | 547          | 53,84        |             |             |
|                             | Serge Franchis              | UDF                         | 257          | 25,3         | 410         | 40,12       |
|                             | Gérard Bourgoin             | DVD                         | 250          | 24,61        | 361         | 35,22       |
|                             | Michel Delprat              | DVD                         | 229          | 22,54        | 228         | 21,57       |
|                             | Jean Chamant                | RPR                         | 181          | 17,81        | Retrait     | Retrait     |
|                             | Paul Girard                 | PS                          | 121          | 11,9         | 129         | 12,59       |
|                             | Pierre Cambon               | PS                          | 117          | 11,52        | Retrait     | Retrait     |
|                             | Brigitte Meunier            | PCF                         | 70           | 6,89         | Retrait     | Retrait     |
|                             | Guy Bourras                 | DVD                         | 69           | 6,79         | 23          | 2,24        |
|                             | Hélène Brun                 | PCF                         | 65           | 6,4          | Retrait     | Retrait     |
|                             | Pierre Peres                | FN                          | 27           | 2,66         | Retrait     | Retrait     |
|                             |                             |                             |              |              |             |             |
| Inscrits                    | Inscrits                    | Inscrits                    | 1 057        | 100,00       | 1 057       | 100,00      |
| Abstentions                 | Abstentions                 | Abstentions                 | 13           | 1,23         | 6           | 0,57        |
| Votants                     | Votants                     | Votants                     | 1 044        | 98,77        | 1 051       | 99,43       |
| Blancs et nuls              | Blancs et nuls              | Blancs et nuls              | 28           | 2,65         | 26          | 2,46        |
| Exprimés                    | Exprimés                    | Exprimés                    | 1 016        | 96,12        | 1 025       | 96,97       |